# Arne Høivik
Arne Fredrik Høivik (9 gennaio 1932 – 16 marzo 2017) è stato un calciatore norvegese, di ruolo attaccante.

## Carriera

### Club
Høivik vestì la maglia dell'Eik-Tønsberg.

### Nazionale
Conta 4 presenze per la Norvegia. Esordì il 16 agosto 1951, nel pareggio per 1-1 contro la Finlandia. Segnò un'unica rete in Nazionale, ancora in un pareggio per 1-1 contro la Finlandia.